# Joaquín Fernández Franco
Joaquín Fernández Franco, conocido como Joaquín el de la Paula, (Alcalá de Guadaíra, 12 de febrero de 1875-ibídem, 10 de junio de 1933), fue un cantaor flamenco.

## Biografía
Joaquín nació en las cuevas del Castillo de Alcalá de Guadaíra, que por entonces servían como hogar a numerosas familias gitanas, como José el Pelao, Currita la Regalá, la Azalea o la Guaracha, quienes dejaron en esta localidad parte de su arte.
Sus padres fueron José Fernández Torres "El Gordo" y Paula Franco Aguilera, un matrimonio que dio origen a una de las familias más importantes del cante flamenco. Así, Carmen y Vicenta se decantaron por la soleá bailable y pura, mientras que Agustín y Joaquín se especializaron en el cante, que estructuraron para ser escuchado. Aún hay cuatro varones más: José, padre de Manolito el de María, Manuel "El Lillo", y otros dos que fallecieron siendo muy pequeños.  
Joaquín creó junto a su hermano Agustín uno de los estilos de soleares más puro y jondo del flamenco y cantaba además con un arte especial las bulerías, tonás, seguiriyas y saetas. 

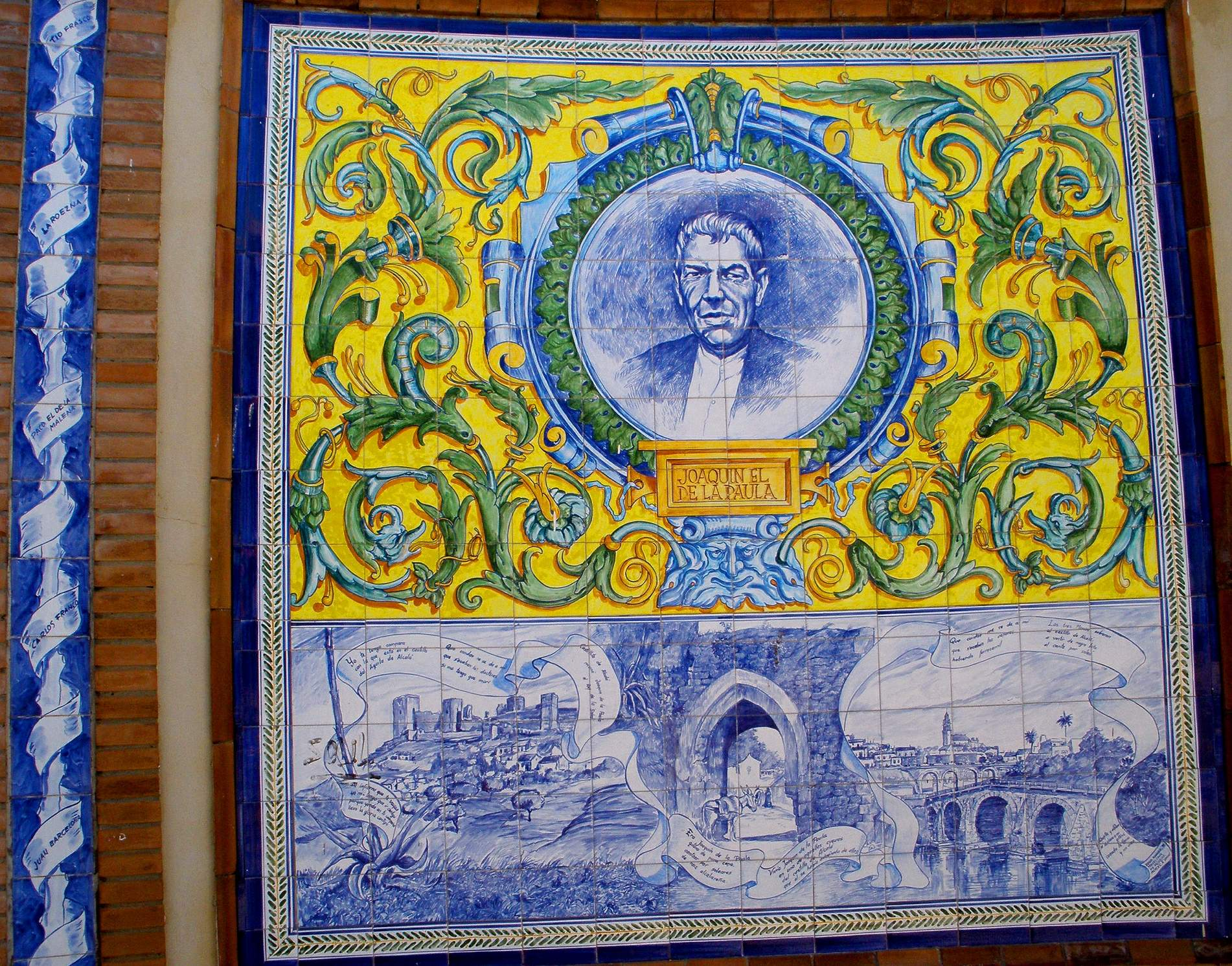
Composición en azulejo dedicada a Joaquín Fernández Franco en la Glorieta homenaje al cante flamenco en la Plaza del Derribo de Alcalá de Guadaíra (Sevilla)

Portador de los cantes de Alcalá y de todos los ricos matices de sus antepasados, debutó en público en el año 1927 en el Café Nevería, prolongando su quehacer artístico por numerosas fiestas y juergas. A este respecto, son conocidos los viajes de los señores de la época a la cueva del Paula para contratarle en las fiestas que se celebraban en ese lugar mítico alcalareño de lo jondo que fue la Venta de Platilla, un lugar que también frecuentaban grandes maestros del cante como eran Manuel Torre, Manuel Vallejo, su sobrino Juan Talega o Antonio "El Sevillano", así como toreros famosos como Juan Belmonte, Curro Puya o Chicuelo.
Otro aspecto importante en el que destacaba Joaquín era el de letrista, no solo de los cantes que él interpretaba, sino también para otras figuras del momento que llegaban a su cueva para pedirle letras para ellos; entre otros, Tomás Pavón y los citados Manuel Vallejo y Manuel Torre.
Joaquín nunca quiso grabar discos, pues decía que si se compraban sus grabaciones ya no irían a buscarlo a su cueva para oírle cantar. No obstante, y después de mucho insistir sus hijos, accedió a ello, dándose la coincidencia de que murió el mismo día en que le llegaron los billetes de tren con los que se marcharía a Barcelona a grabar.
Antonio Mairena lo tenía considerado como su maestro, recibiendo de él uno de sus primeros premios.